# Volova, Verhovîna
Volova (în ucraineană Волова) este un sat în comuna Krîvopillea din raionul Verhovîna, regiunea Ivano-Frankivsk, Ucraina.

## Demografie
Componența lingvistică a localității Volova
     Ucraineană (100%)
Conform recensământului din 2001, toată populația localității Volova era vorbitoare de ucraineană (100%).